# 김영광 (바둑 기사)
김영광(金榮光, 2004년 7월 14일 ~ )은 대한민국의 바둑 기사이다.

## 약력
대전 출신으로 7세경부터 바둑을 배웠다. 2018년 문체부장관배 중등부에 출전하여 우승을 차지했다. 대전 옥득진 바둑도장에서 옥득진 사범의 지도를 받았고, 2019년 제10회 지역영재 입단대회를 통해 최은규, 정우진과 함께 입단했다. 두터운 실리형의 바둑을 둔다. 2021년 2단을 거쳐 2022년에 3단으로 승단했다.